# Andreas Ksantos
Andreas Ksantos, gr. Ανδρέας Ξανθός (ur. 11 sierpnia 1960 w Retimno) – grecki polityk i lekarz, poseł do Parlamentu Hellenów, w 2015 zastępca ministra zdrowia, w latach 2015–2019 minister zdrowia.

## Życiorys
Ukończył studia medyczne na Uniwersytecie Arystotelesa w Salonikach. Specjalizował się w mikrobiologii. Pracował w publicznej służbie zdrowia w Peramie i Retimno. Działacz organizacji związkowych i zawodowych, wchodził w skład ich władz na szczeblu krajowym. Kierował także lokalnym oddziałem organizacji skupiającej lekarzy.
Dołączył do ugrupowania Syriza, wszedł w skład jego komitetu centralnego. W maju 2012 po raz pierwszy uzyskał mandat posła do Parlamentu Hellenów. Z powodzeniem ubiegał się o reelekcję w wyborach z czerwca 2012, stycznia 2015, września 2015 oraz 2019.
W styczniu 2015 objął urząd zastępcy ministra zdrowia w gabinecie Aleksisa Tsiprasa, który sprawował do sierpnia tegoż roku. We wrześniu 2015 w drugim rządzie tegoż premiera został ministrem zdrowia. Resortem tym kierował do lipca 2019.